# 1. ceremonia wręczenia nagród Gildii Aktorów Ekranowych
1. ceremonia wręczenia nagród Gildii Aktorów Ekranowych odbyła się 25 lutego 1995 roku w Universal Studios w Los Angeles.

## Laureaci i nominowani
Laureaci nagród wyróżnieni są wytłuszczeniem

### Produkcje kinowe

#### Wybitny występ aktora w roli pierwszoplanowej
- Tom Hanks − Forrest Gump
  - Morgan Freeman − Skazani na Shawshank
  - Paul Newman − Naiwniak
  - Tim Robbins − Skazani na Shawshank
  - John Travolta − Pulp Fiction

#### Wybitny występ aktorki w roli pierwszoplanowej
- Jodie Foster − Nell
  - Jessica Lange − Błękit nieba
  - Meg Ryan − Kiedy mężczyzna kocha kobietę
  - Susan Sarandon − Klient
  - Meryl Streep − Dzika rzeka

#### Wybitny występ aktora w roli drugoplanowej
- Martin Landau − Ed Wood
  - Samuel L. Jackson − Pulp Fiction
  - Chazz Palminteri − Strzały na Broadwayu
  - Gary Sinise − Forrest Gump
  - John Turturro − Quiz Show

#### Wybitny występ aktorki w roli drugoplanowej
- Dianne Wiest − Strzały na Broadwayu
  - Jamie Lee Curtis − Prawdziwe kłamstwa
  - Sally Field − Forrest Gump
  - Uma Thurman − Pulp Fiction
  - Robin Wright Penn − Forrest Gump

### Produkcje telewizyjne

#### Wybitny występ aktora w miniserialu lub filmie telewizyjnym
- Raúl Juliá − Sezon w piekle
  - James Garner − The Rockford Files: I Still Love L.A.
  - John Malkovich − Jądro ciemności
  - Gary Sinise − Bastion
  - Forest Whitaker − Wróg wewnętrzny

#### Wybitny występ aktorki w miniserialu lub filmie telewizyjnym
- Joanne Woodward − Jeden dzień z życia pewnej pary
  - Katharine Hepburn − Tamta Gwiazdka
  - Diane Keaton − Amelia Earhart: Ostatni lot
  - Sissy Spacek − Miejsce dla Annie
  - Cicely Tyson − Wdowa po konfederacie mówi wszystko

#### Wybitny występ aktora w serialu dramatycznym
- Dennis Franz − Nowojorscy gliniarze
  - Héctor Elizondo − Szpital Dobrej Nadziei
  - Mandy Patinkin − Szpital Dobrej Nadziei
  - Tom Skerritt − Gdzie diabeł mówi dobranoc
  - Patrick Stewart − Star Trek: Następne pokolenie

#### Wybitny występ aktorki w serialu dramatycznym
- Kathy Baker − Gdzie diabeł mówi dobranoc
  - Swoosie Kurtz − Sisters
  - Angela Lansbury − Napisała: Morderstwo
  - Jane Seymour − Doktor Quinn
  - Cicely Tyson − Sweet Justice

#### Wybitny występ aktora w serialu komediowym
- Jason Alexander − Kroniki Seinfelda
  - John Goodman − Roseanne
  - Kelsey Grammer − Frasier
  - David Hyde Pierce − Frasier
    - Paul Reiser − Szaleję za tobą

#### Wybitny występ aktorki w serialu komediowym
- Helen Hunt − Szaleję za tobą
  - Candice Bergen − Murphy Brown
  - Ellen DeGeneres − Ellen
  - Julia Louis-Dreyfus − Kroniki Seinfelda
  - Roseanne Barr − Roseanne

#### Wybitny występ zespołu aktorskiego w serialu dramatycznym
- Nowojorscy gliniarze
  - Szpital Dobrej Nadziei
  - Ostry dyżur
  - Prawo i porządek
  - Gdzie diabeł mówi dobranoc

#### Wybitny występ zespołu aktorskiego w serialu komediowym
- Kroniki Seinfelda
  - Frasier
  - Szaleję za tobą
  - Murphy Brown
  - Przystanek Alaska

### Nagroda za osiągnięcia życia
- George Burns